# Displair

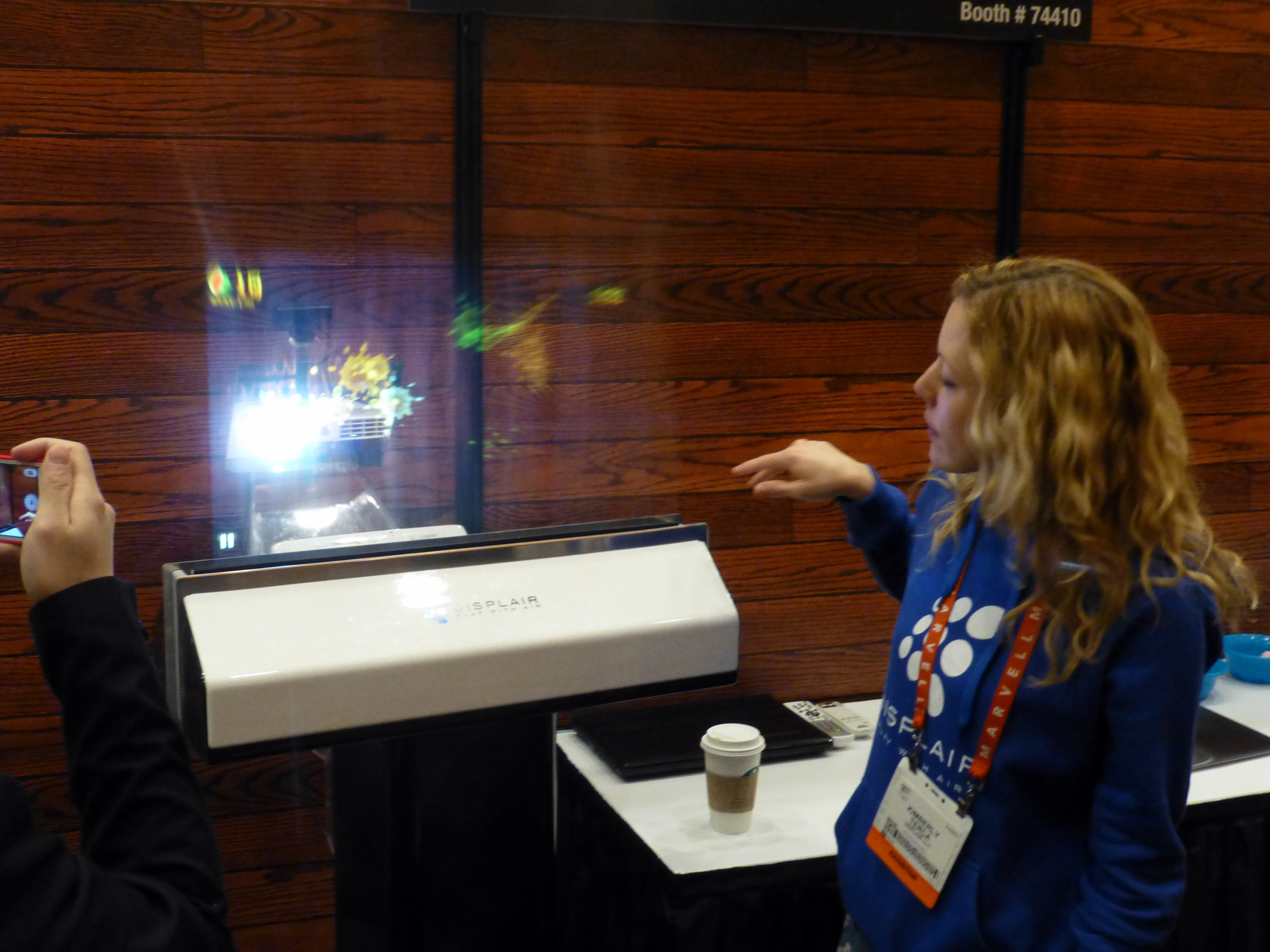
Demostración de la pantalla multitáctil 3D sin pantalla Displair, de fabricación rusa, en el Consumer Electronics Show (CES) 2013 de Las Vegas.

Displair es una pantalla aérea táctil donde se proyecta en el aire la imagen dada. El dispositivo cuenta con un sistema óptico multitáctil, que permite manejar la imagen en el aire mediante movimientos, sin necesidad de marcadores especiales, guantes ni otros dispositivos.

## El nombre
Displair no solo hace referencia al propio dispositivo, sino también a la compañía que desarrolló el proyecto de pantallas táctiles y su contenido. El nombre está formado por dos términos en inglés: «display» (pantalla) y «air» (aire), que destacan los fundamentos y las funciones de este dispositivo. Este nombre fue anunciado por primera vez a finales de julio de 2010, justo después del campamento internacional de Seliger 2010,(en inglés), donde su creador Maxim Kamanin presentó el proyecto.

## Historia del proyecto
El creador de Displair y director general de la compañía es Maxim Kamanin. El origen de esta idea y el análisis de sus bases teóricas se remontan a finales de 2009, cuando el creador de este dispositivo estudió los fenómenos de ilusión óptica natural  espejismo y niebla. Finalmente optó por algo parecido a una subestación con una estructura cercana a la de las nubes.
El primer prototipo de este dispositivo se fabricó en junio de 2010 y se presentó al presidente ruso Dmitri Medvédev en el campamento internacional del Foro de Seliger. En agosto del mismo año se creó la compañía Displair y el proyecto se convirtió en una "compañía startup" del sector de desarrollo de tecnologías, ya que implicaba la creación y el desarrollo de aplicaciones informáticas.
En 2011 Displair creó un sistema óptico multitáctil que permite a los usuarios mover objetos a pesar de que el dispositivo carece de pantalla y es penetrable. El prototipo mejorado de Displair ganó casi todos los concursos del sector de la innovación de tecnologías y adquirió fama en el extranjero.
Hasta mayo de 2012 la compañía obtuvo una financiación de 1 millón de dólares para la inversión en el desarrollo del prototipo, en licencias tecnológicas y en el lanzamiento de la primera producción a pequeña escala.
Entre los inversores se encuentran el fondo de inversión Leta GIV, miembro de LETA Group; la inversora ángel Esther Dyson, miembro de la junta directiva de Yandex; así como el presidente del fondo de capital de riesgo EDventure Holdings (inversor inicial Flickr), cofundador, director de redacción de East-West Digital News, Adrien Henni; el director ejecutivo de Acrobator.com, Bas Godska (quien lideró el desarrollo y las campañas publicitarias de Ozon.ru, KupiVIP.ru, Lamoda.ru y otros proyectos en Internet); el inversor ángel particular Anton Karasevich; el antiguo director de desarrollo de la red social Odnoklassniki; el cofundador de East-West Digital, Aleksandr Baderko, y otros. Displair prevé poner a la venta el producto a finales de 2012 o a principios de 2013. La compañía Displair se encuentra en Skolkovo y en el centro tecnológico de Kazán.

## Tecnología
Displair pone cualquier contenido multimedia en el aire. La imagen que se proyecta (ya sea un dibujo, una foto o un vídeo) se puede atravesar, es segura y ecológica. La base de la imagen es un fino flujo de humo frío formado por diminutas partículas de agua protegidas del viento, que se generan mediante el proceso de cavitación. Gracias al diminuto tamaño de las partículas de vapor y a la gran resistencia de su superficie, estas se mantienen estables incluso tras chocar con objetos físicos, no dejan rastro de humedad, no se congelan hasta alcanzar los −50°С y pueden resistir temperaturas de hasta +50°С. La naturaleza de las partículas de agua y las características aerodinámicas del dispositivo favorecen la estabilidad e integridad de la imagen cuando objetos extraños la atraviesan.
El sistema óptico multitáctil está basado en la tecnología informática y permite manejar imágenes de una pantalla táctil con los dedos o con otros objetos, y procesar hasta 1500 toques de forma simultánea. El sistema no solo permite mantener un régimen multiusuario, sino que también puede identificar gestos más complejos de los que identifican los sistemas táctiles actuales de pantallas interactivas. Asimismo, se puede mejorar la imagen. Además, la galardonada tecnología Displair, que nació en una residencia universitaria, tiene un retardo de tan sólo 0,2 segundos desde que se produce el movimiento hasta que el ordenador lo reconoce, en comparación con el retardo de 0,1 segundos de Kinect para Xbox 360, con hasta 1500 puntos en su sistema de pantalla táctil con 1 cm de exactitud. Microsoft Research también ha avanzado mucho en el sector del reconocimiento de movimiento, pero esa tecnología aún no se comercializa.
Otra de las funciones de Displair es la de interactuar con dispositivos móviles y así poder intercambiar archivos entre usuarios.

## Posibles aplicaciones para la tecnología
- Publicidad
- Puntos de venta interactivos
- Menú electrónico
- Diseño
- Industria de los juegos
- Educación y simulación
- Medicina (relajación, rehabilitación)

## Concursos y premios
El proyecto Displair es el ganador de un gran número de concursos y foros de innovación de Rusia: “Kubok Texnovaziy-2011”, “Zvorykinsky project – 2011”, “Systema Sarov – 2011”, “Bit-Yug – 2011”. Asimismo, Displair se situó entre los 5 mejores proyectos tecnológicos de Plug&Play en el  Valle del Silicio.